# Дунаєк-Малий
Дунаєк-Малий (пол. Dunajek Mały, нім. Klein Duneyken) — село в Польщі, у гміні Ґолдап Ґолдапського повіту Вармінсько-Мазурського воєводства.
У 1975-1998 роках село належало до Сувальського воєводства.